# 白毒鵝膏菌
白毒鵝膏（學名：Amanita verna），又名白毒伞、春生鹅膏，為傘菌目鵝膏菌科鵝膏菌屬的真菌，是致死率極高的毒蕈。大型子实体（即蘑菇）出现在春季，这是它和鳞柄白毒鹅膏生长时间不同之处，后者多出现在夏秋季；它的菌盖、菌柄和菌褶都是白色。

## 特征
廣泛分佈於全世界，夏季到秋季時，可在闊葉林或針葉林地上發現散生或群生的子實體。全株純白色，菌蓋屬中型大小約5～10cm。有膜質菌環、根部有菌托。與一樣是劇毒的鱗柄白毒鵝膏菌（Amanita virosa）很相似，但可以在其上滴氫氧化鉀溶液會變黃色、菌柄上有鱗片、外型較大來做區別。

## 毒性
有劇毒，含有致死劑量的α-鵝膏蕈鹼。雖然外觀和一些可食用的蘑菇外觀非常相像，但是食用一口就有可能造成生命危險。食用6～24小時之後會出現腹痛、嘔吐、下痢等腸胃性毒菌的症狀，這些症狀大約一天後會消失，但4～7天後會出現更嚴重的肝臟或腎臟等內臟機能障礙的症狀，如黄疸、肝臟肥大、消化器官出血等，如未即時做消化道洗淨、血液透析則有可能死亡。由於危險性太高，又難以分辨，一般不建議摘採白色的真菌來食用。
在日本，白毒鵝膏菌與外觀同樣純白、同樣有劇毒的鱗柄白毒鵝膏菌（A. virosa）以及毒鵝膏（A. phalloides）合稱「猛毒菌御三家」。在英語裡則稱為傻瓜的蘑菇（fool's mushroom）或毀滅天使（Destroying Angel）。

## 相像的真菌

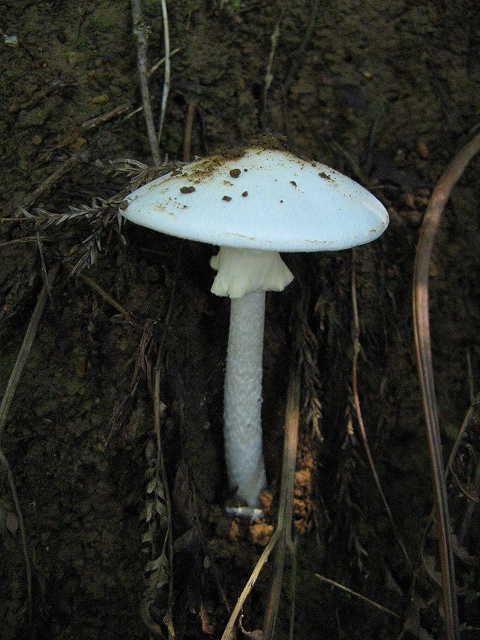
鱗柄白毒鵝膏

與鱗柄白毒鵝膏菌（與毒鵝膏同是劇毒）非常像但菌柄沒有鱗片，不過也有不可單以此區別的說法。

## 外部連結
- (日文)シロタマゴテングAmanita verna (テングタケ科テングタケ属)日本厚生勞動省 （页面存档备份，存于）
- (日文)シロタマゴテングタケAmanita verna （页面存档备份，存于）
- (日文)シロタマゴテングタケAmanita verna （页面存档备份，存于）